# Ornavasso
Ornavasso är en ort och kommun i provinsen Verbano Cusio Ossola i regionen Piemonte i Italien. Kommunen hade 3 435 invånare (2018).